# Стронцианит
Стронциани́т — (англ. Strontianite) минерал класса карбонатов, карбонат стронция SrCO3. Бесцветные белые игольчатые кристаллы, лучистые агрегаты.
Минерал (а впоследствии по нему и химический элемент стронций) получил своё название в честь деревни Стронтиан (Лохабер, Шотландия), где он был впервые обнаружен в свинцовых рудниках в 1790 году.

## Свойства
- Твердость — 3,5
- плотность — 3,7 г/см³

По происхождению гипергенный, гидротермальный, поствулканический. Примеси — Ca, Ba.

## Нахождение в природе
При больших скоплениях — руда стронция.